# Fort pancerny

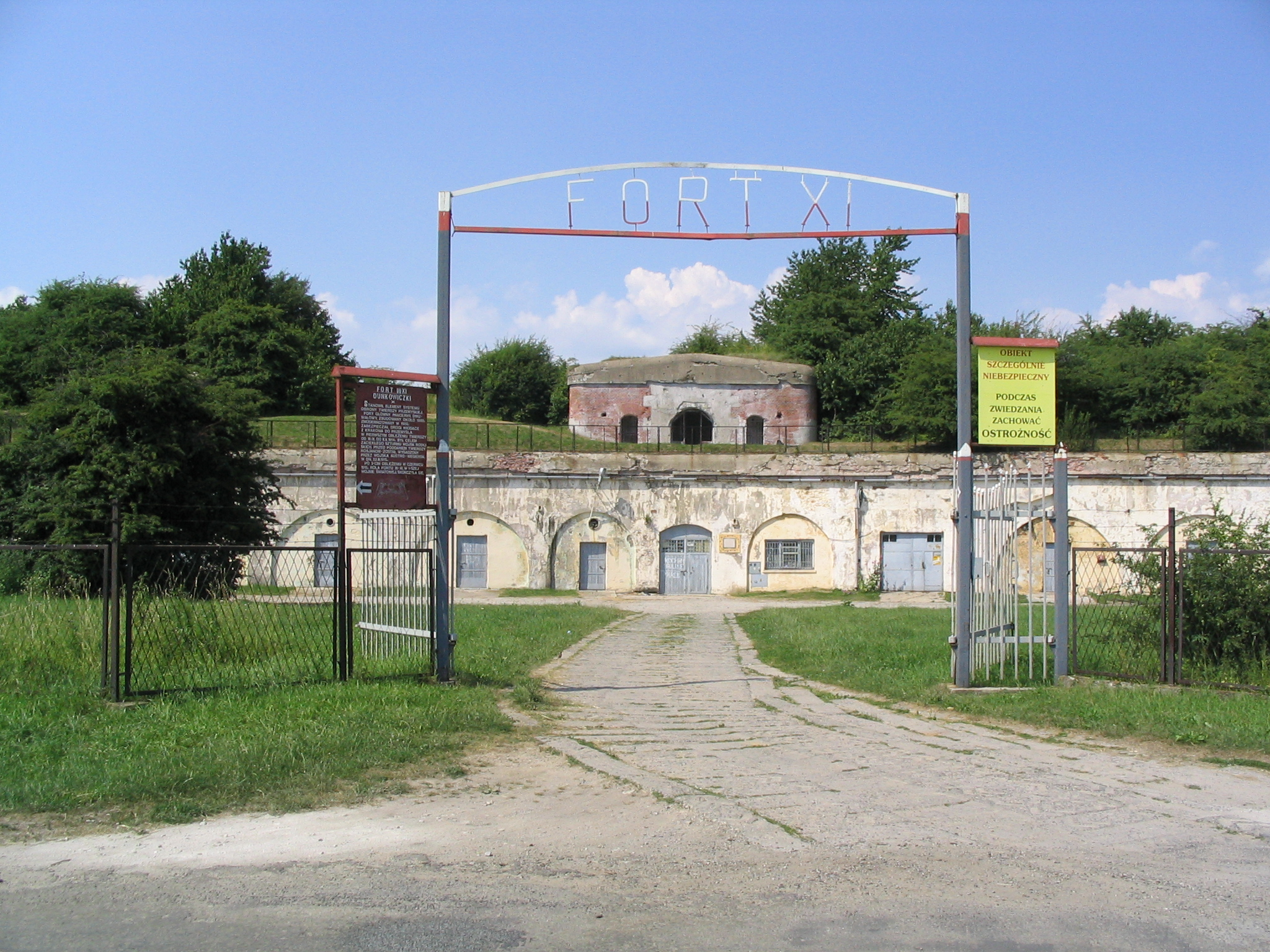
Koszary pancernego fortu XI Twierdzy Przemyśl „Duńkowiczki”

Fort pancerny – fort umożliwiający walkę zarówno na daleki (zwalczanie baterii artyleryjskich wroga), jak i bliski dystans (zdolny do walki ze szturmującymi oddziałami piechoty wroga. Stanowiska bojowe fortu zabezpieczone są stalowymi pancerzami, artyleria rozmieszczona jest w pancernych wieżach obrotowych lub obrotowo-wysuwanych osadzonych w betonowych blokach koszarowo-bojowych lub bateriach umieszczanych na zbiegu wałów czoła i barków fortu. Również stanowiska obserwacyjne mieszczą się w kopułach pancernych, często posiadających możliwość obrotu. Przykładem fortów pancernych w Polsce są: fort IX Brunner, fort XI Duńkowiczki, fort XIII San Rideau – z Twierdzy Przemyśl, fort I – Twierdzy Toruń, fort 38 „Skała” – Twierdzy Kraków.